# Чева (народ)
Чева — народ группы банту, входящий в этногруппу марави (малави) вместе с народами ньянджа, маганджа, кунда, сенега и так далее, проживающий в Малави, на востоке Замбии и северо-западе Зимбабве. В Малави чева составляют около четверти населения и являются крупнейшей этнической группой; в Замбии чева вместе с ньянджа — третья по размеру народность.
Чева и ньянджа говорят на одном языке, именующемся ньянджа или чева.

## Этногенез и история

Государство Марави в 1650-х годах

Чева близкородственны народу ньянджа. Исторически они были кочевниками. Согласно легендам, их предки мигрировали на юг с территории нынешнего Камеруна и Нигерии на рубеже первого тысячелетия. В 900—1400 годах власть у марави принадлежала представителям клана Банда, а затем перешла к клану Пхири. Банда опирались на религиозную власть, а Пхири — на политическую, и после возвышения Пхири у чева появился верховный правитель, калонга, правивший вместе с сыновьями своих сестёр.
Достоверно известно, что общность марави населяла одноимённое государство, а чева откололись от них предположительно в XVIII веке, уйдя на запад и расселившись у рек Луангва, Дуангва и Буа. Небольшая часть марави, ушедшая в саванну, стала известна как чипета; ньянджа же остались жить у озера Ньяса. В XVII столетии чева впервые столкнулись с европейцами, португальскими колонизаторами.
В конце XVIII — начале XIX века чева пострадали от работорговли, которой занимались яо. В XIX столетии в народ чева влилось много захватчиков-нгони, бежавших от расширения владений зулу, а также яо и суахили; все они восприняли язык чева. Чева исповедуют христианство (преимущественно католицизм), которое принесли с собой британские и португальские миссионеры в 1870-х годах.

## Хозяйство и быт

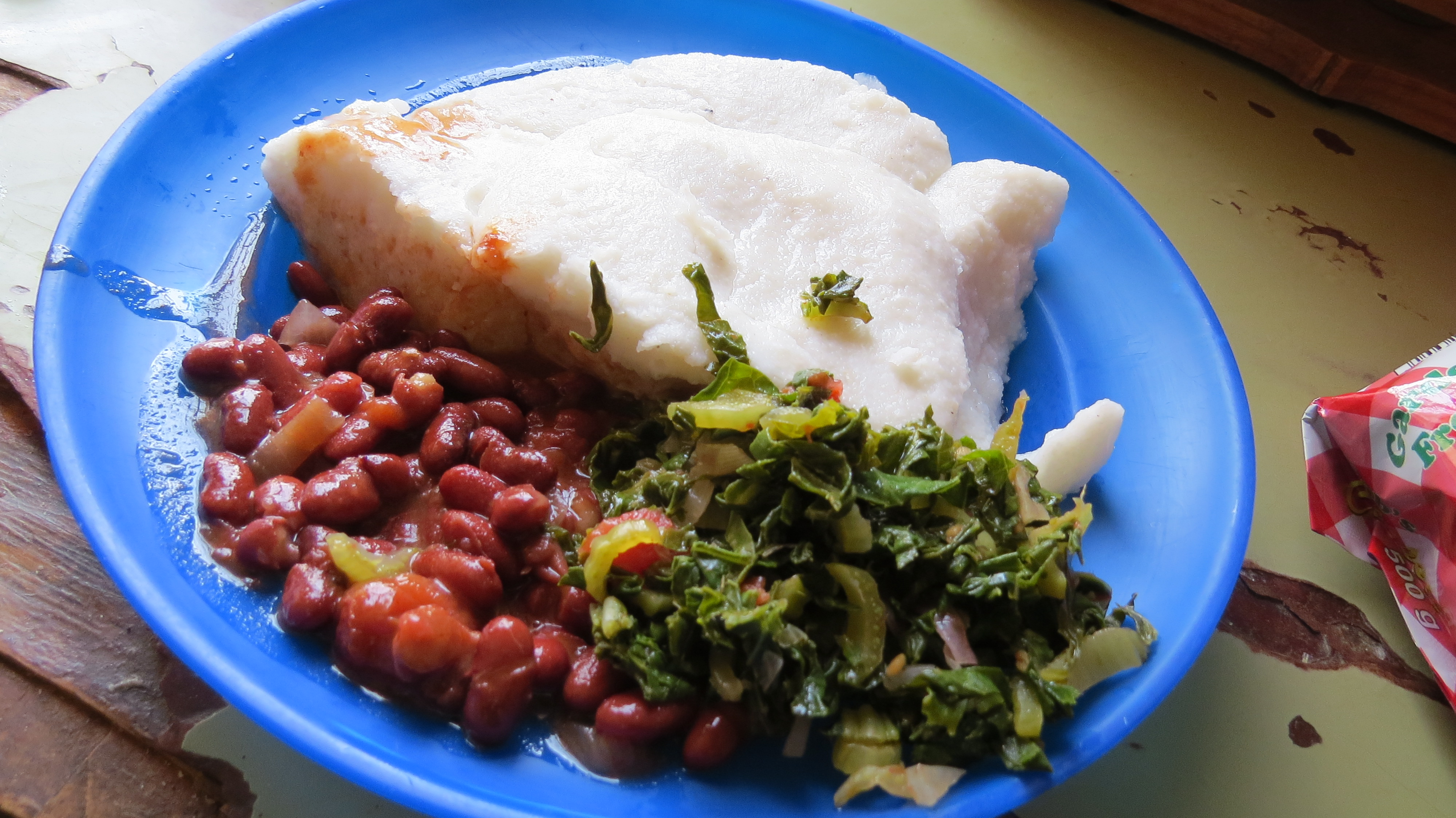
Ншима, густая каша из кукурузы

Миссионеры ввели чева в капиталистическую экономику. По состоянию на начало XXI века живущие в сельской местности чева выращивают кукурузу и сорго, а также занимаются коммерческой культивацией табака и других растений. Помимо этого они охотятся и ловят рыбу.
Основной продукт питания — густая каша из кукурузы, ншима; к ней подают гарнир из листовых овощей и бобовых (ндиво). Помимо этого чева издавна употребляют в пищу кукурузу, бобы (масамба), рис, картофель, тогда как мясо встречалось нечасто. Источниками белков являются рыба, насекомые, летучие мыши, куры, мыши, антилопы и так далее. Пищевых табу у чева не было, помимо запрета есть соль во время менструации.

## Социальная структура

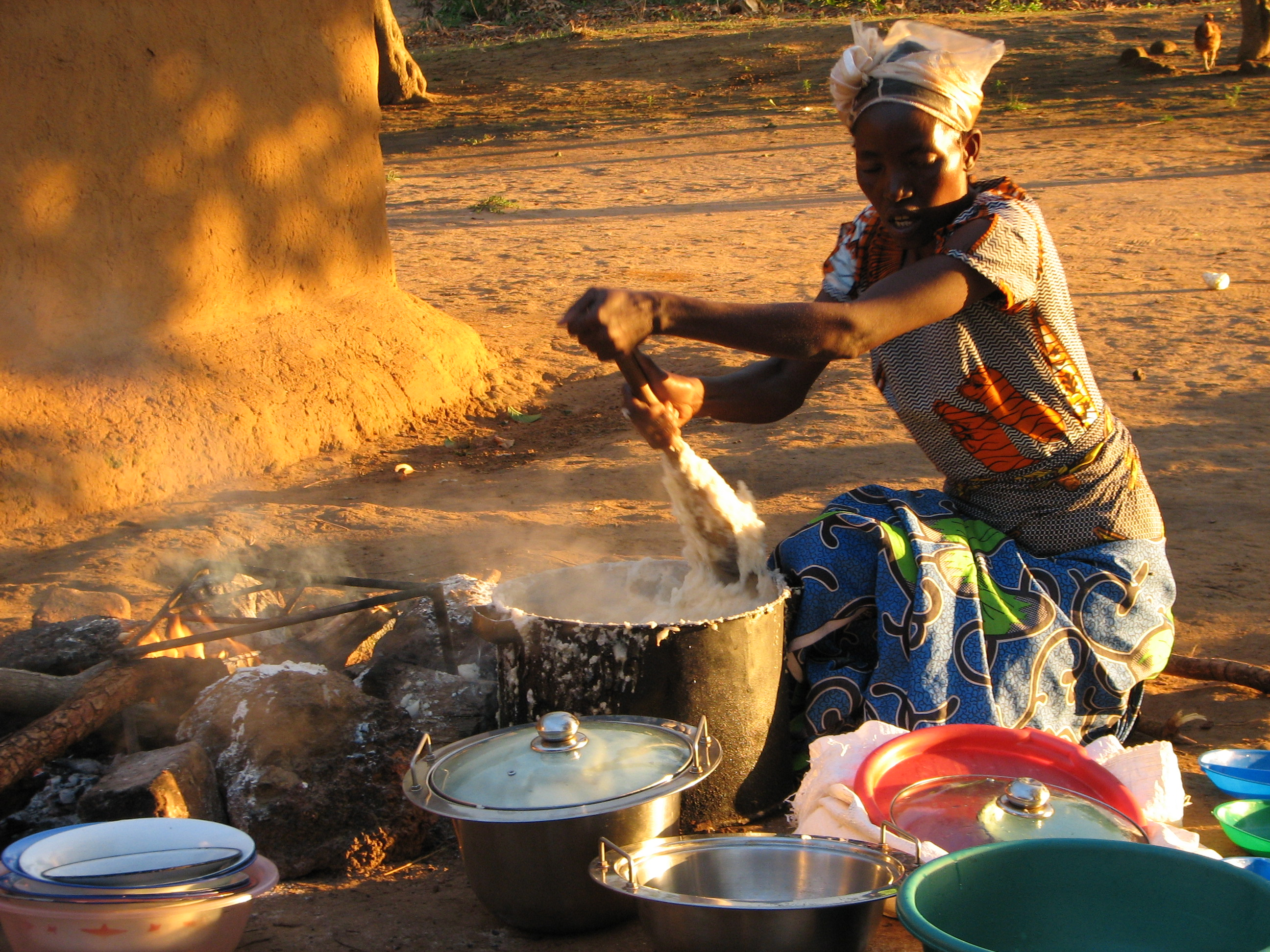
Приготовление ншимы

Исторически у чева было строгое половое разделение обязанностей: женщины занимались земледелием, приготовлением пищи и воспитанием детей, а мужчины подолгу отсутствовали в поселении, занимаясь ловлей рыбы, охотой и торговлей, в том числе работорговлей; в прошлом социальная структура чева допускала рабство. Частично сохраняется матрилинейный счёт происхождения и экзогамия, в некоторых религиозных семьях, исповедующих христианство или ислам, счёт родства идёт по мужской линии. Чева делятся на кланы по фамилии, крупнейшие — Банда и Пхири. Предпочитается кросскузенный брак.
Жених платит семье невесты калым. После бракосочетания он обычно переезжает в её деревню и некоторое время работает на её семью, лишь после этого брак может быть консуммирован. Получить развод исторически было несложно, достаточными причинами для этого могли быть избиение мужем, бесплодие, отказ от секса, лень женщины, отсутствие уважения к предкам супруга или супруги и так далее. Во времена рабовладения мужчины часто брали в жёны рабынь по причине их бесправия по сравнению со свободными женщинами.
В прошлом у чева встречалась полигиния, хотя она была редкостью. В современном обществе многожёнство широко распространено. В целом и мужчины и женщины пользуются относительной сексуальной свободой, хотя измена женщины может привести к разводу. Отношение к гомосексуальности у мужчин и женщин крайне отрицательное ввиду того, что она считается признаком колдовства.
Воспитанием маленьких детей часто занимаются прародители, между ними и внуками обычно установлены относительно равноправные отношения; внук обращается к бабушке «жена», а внучка к дедушке — «муж». Инцест при этом строго порицается.

## Культура
Культура чева имеет много общего с культурой живущих на западе бемба. Известность получили маски няу, которые надевают для исполнения танцев, называемых няу или Гуле-Вамкулу. Чева исполняют множество религиозных танцев, в которых исполнители-мужчины становятся воплощениями духов и предков. Гуле-Вамкулу были включены в представительный список ЮНЕСКО в 2005 и 2008 годах.
Изготовлением керамики у чева занимались женщины: молодые искали и месили глину, а более опытные выполняли формовку и обжиг.

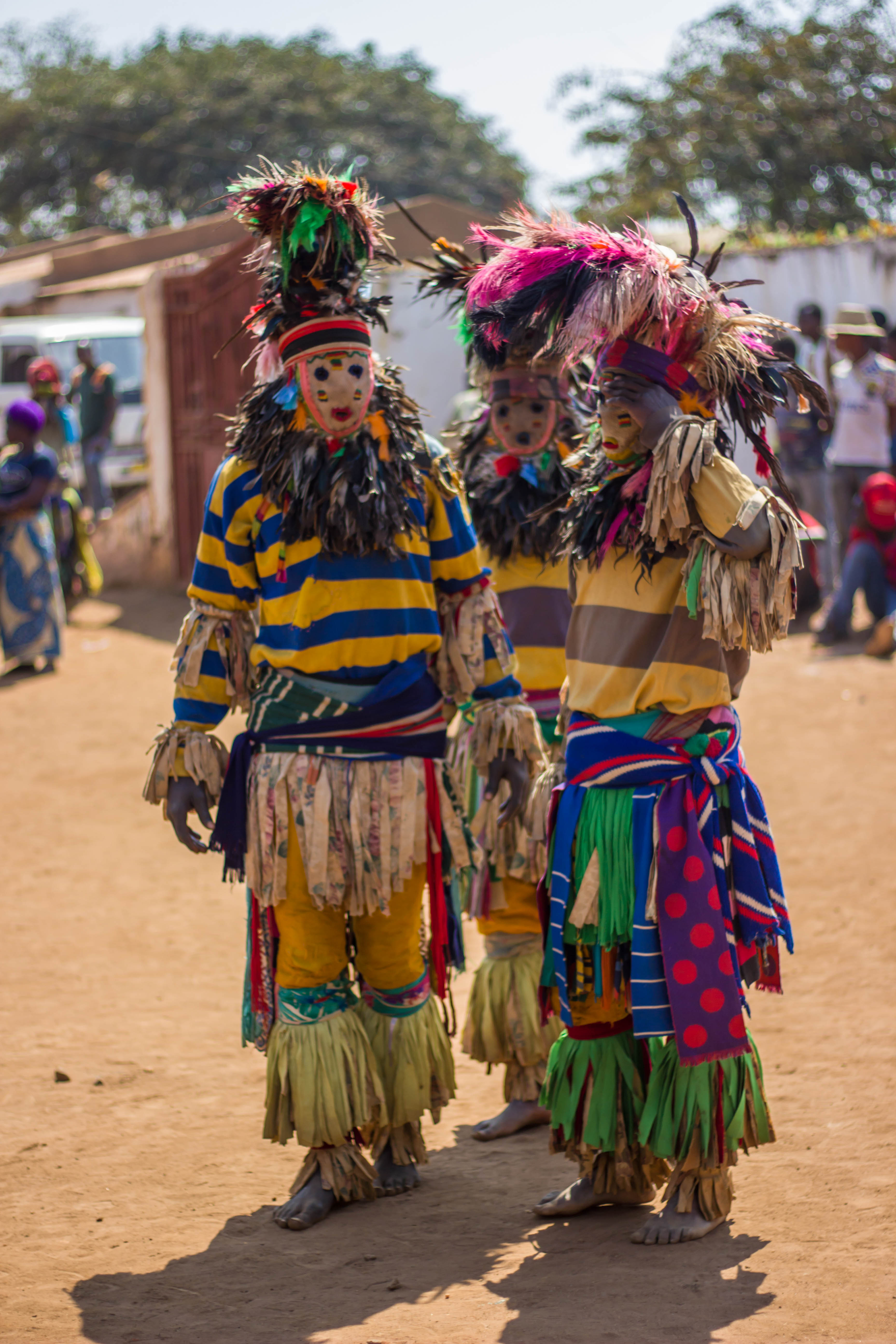
Танцовщики в традиционной одежде
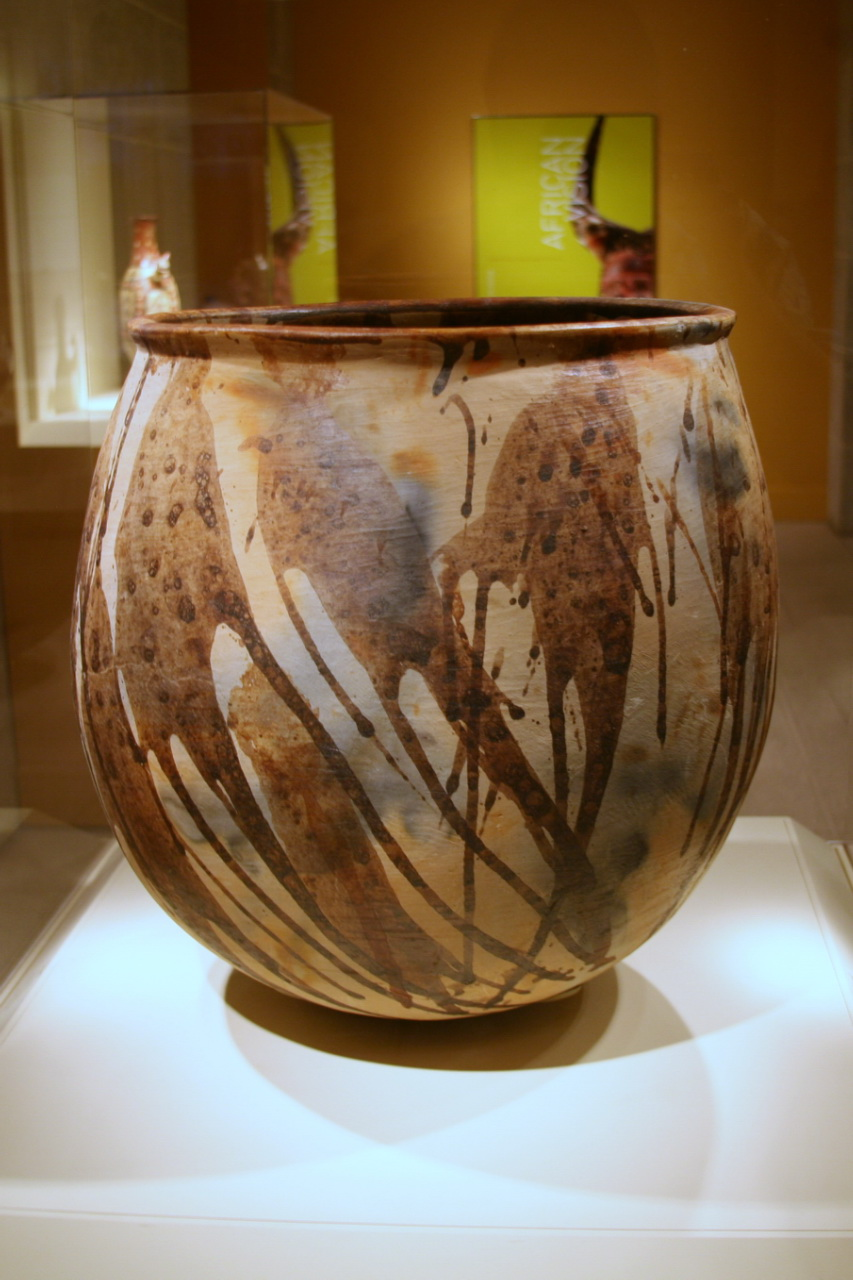
Керамический сосуд с глазурью
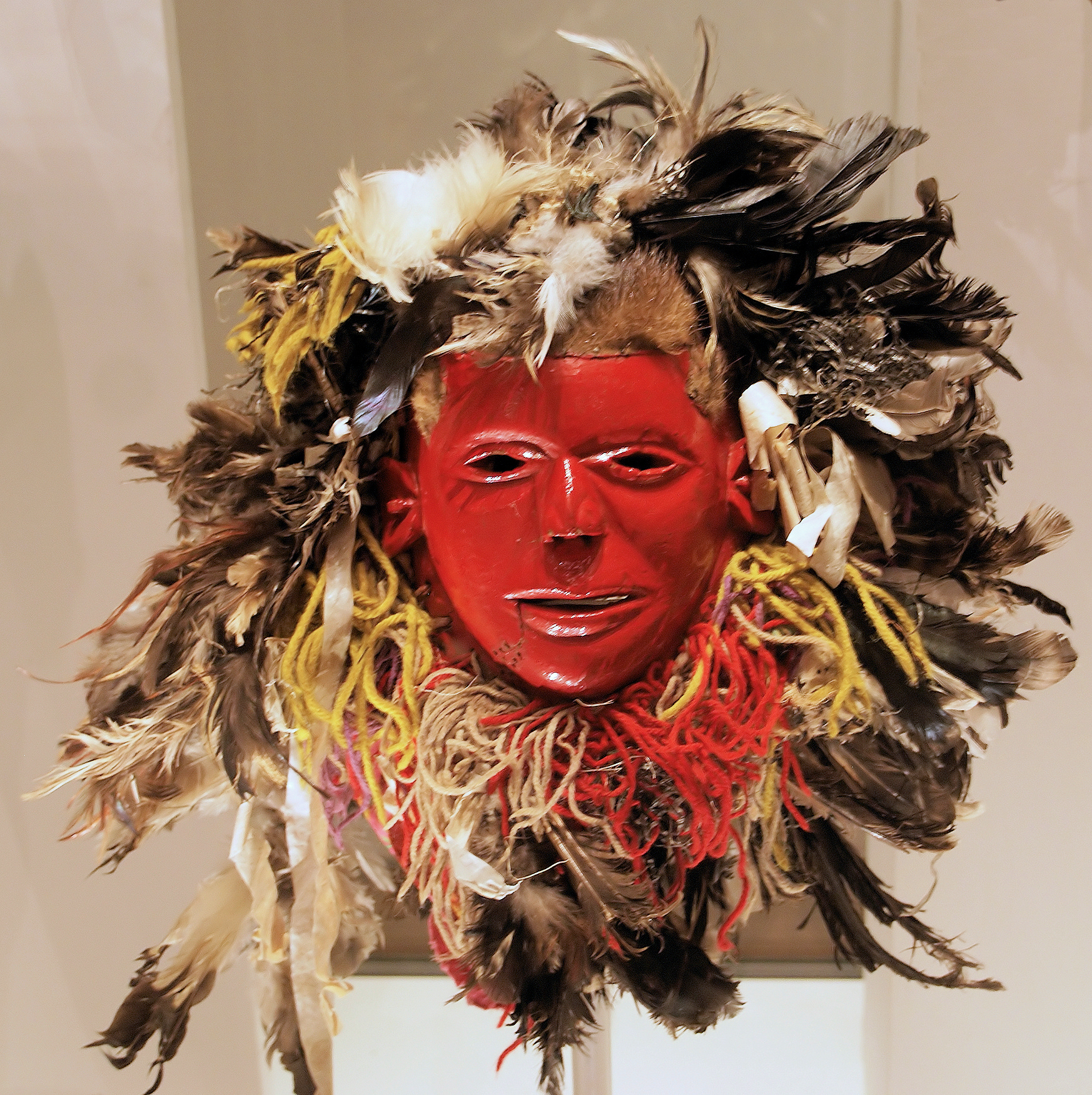
Маска «няу»